# Ed Caraeff
Ed Caraeff (né le 18 avril 1950) est un photographe, illustrateur et graphiste américain. Il a principalement travaillé pour l'industrie de la musique.
Il a photographié, designé et conçu plus de 400 pochettes d'albums entre 1967 à 1981 pour de nombreux artistes, dont les Bee Gees, Elton John, Steely Dan, Carly Simon, Three Dog Night, Tom Waits et Dolly Parton. Ses photographies ont été utilisées à la une de quatre numéros de la revue Rolling Stone et font partie de la collection permanente du Rock and Roll Hall of Fame.
Il a notamment photographié Jimi Hendrix brûlant sa guitare au Festival international de musique pop de Monterey en 1967. Celle-ci a été reproduite dans divers articles et a été incluse dans son livre de 2017 Burning Desire: The Jimi Hendrix Experience through the Lens of Ed Caraeff,.

## Publication
- Burning Desire: The Jimi Hendrix Experience through the Lens of Ed Caraeff, Acc Art Books, 2017  (ISBN 978-1851498345)